# Kryptopterus macrocephalus
Kryptopterus macrocephalus es una especie de peces de la familia Siluridae en el orden de los Siluriformes.

## Morfología
• Los machos pueden llegar alcanzar los 9,7 cm de longitud total.

## Distribución geográfica
Se encuentran en Indonesia, Malasia y Brunéi.